# Climeworks
Climeworks est une start-up suisse, fondée en 2009, qui cherche à capturer le CO2 de l’air ambiant en le filtrant.

## Description
La technologie brevetée de Climeworks permet au travers d'un filtre de bloquer les molécules de CO2 de l’air ambiant et de relâcher de l’air dépourvu de CO2. La structure poreuse employée comme filtre est formée par une toile de nanofibres de cellulose, imprégnée d'une amine (nocive pour l'environnement)[réf. nécessaire], capable de subir un cycle réversible d'absorption et de désorption du CO2.
La désorption se fait à 100 °C et utilise la chaleur d'un incinérateur voisin. Le CO2 récupéré est fourni par pipeline à la Gebrü der Meier Primanatura AG, une exploitation agricole située à 400 m pour accélérer la croissance de légumes et de salades. Les rejets de CO2 pourraient aussi trouver des débouchés pour la production de boissons gazeuses, la synthèse de carburants, servir pour les énergies renouvelables, dans le secteur des engrais ou la fabrication de plastiques et de polymères,.

## Histoire
La société est basée à Zurich-Oerlikon. Climeworks AG a ouvert une filiale en août 2016, Climeworks Deutschland GmbH, basée à Dresde.
Climeworks a ouvert plusieurs usines DAC (Direct Air Capture), dont une, en 2017,,, à Hinwil, une commune du canton de Zurich, qui pompe 900 tonnes de CO2 dans l’air par an, soit l’équivalent de l’émission de deux cents voitures. L'unité de captage Orca est installée dans la région de Suðurland en Islande.
En octobre 2018, l'entreprise a inauguré un nouveau site de captage du dioxyde de carbone nouvelle génération  dans la commune de Troia en Italie.
La start-up a réalisé un partenariat avec Audi, et a reçu le soutien supplémentaire de l'office fédéral de l'énergie, qui a permis une commercialisation et une mise à l'échelle accélérées de la technologie. Le projet attire des investisseurs et l'entreprise vient d’annoncer la levée de 30,5 millions de francs suisses, soit environ 27 millions d’euros. Pour atteindre son objectif d’ici 2025, l’entreprise devra construire 250 000 usines.
En décembre 2018, Climeworks conclut un accord de partenariat avec Coca Cola HBC Switzerland, une filiale de Coca Cola HBC, pour gazéifier, avec le CO2 extrait de ses usines DAC, l'eau minérale des montagnes suisses de la marque Valser, qui lui appartient,.
Malgré les belles promesses de cette start-up, l’intérêt de cette technologie en 2025 reste nul avec un bilan d’émission de CO2 positif.